# 法国圣雅各伯朝圣之路
1998年，法国境内的若干地点以法国的圣地亚哥-德孔波斯特拉之路（法語：Chemins de Compostelle en France）的名称列为联合国教科文组织世界遗产，这些地点均位于前往西班牙西北部城市圣地亚哥-德孔波斯特拉朝圣的聖雅各之路（西班牙語：Camino de Santiago）上，以下是这些地点的详细列表：
- 新阿基坦大区
  - 佩里格：佩里格主教座堂
  - 圣Avit-Sénieur：教堂
  - 勒比松德卡杜安（Le Buisson-de-Cadouin）：前修道院
  - 巴扎斯（Bazas）：前主教座堂 - 阿基坦
  - 波尔多： 
    - 圣塞味利圣殿
    - 圣弥额尔圣殿
    - 波尔多主教座堂

  - 拉索韦
    - 修道院
    - 圣伯多禄教堂

  - 滨海Soulac：圣母-Fin-des-Terres教堂
  - 阿杜尔河畔艾尔（Aire-sur-l'Adour）：圣Quitterie教堂
  - 米米藏（Mimizan）：钟楼
  - 索尔德拉拜（Sorde-l'Abbaye）：圣若望修道院
  - 圣瑟韦（Saint-Sever）：修道院
  - 阿让: 阿让主教座堂
  - 巴约讷：巴约讷主教座堂
  - 圣布莱斯济贫院（L'Hôpital-Saint-Blaise）：教堂
  - 圣让-皮耶德波尔: 圣雅各伯门
  - 奥洛龙-圣玛丽: 圣玛丽教堂
  - 圣莱昂纳尔德，德诺布拉（Saint-Léonard-de-Noblat）：圣莱昂纳尔德教堂
  - 桑特（Saintes）：圣Eutrope教堂
  - 圣让德安格伊（Saint-Jean-d'Angély）：圣若望洗者皇家修道院
  - 梅勒，德塞夫勒（Melle, Deux-Sèvres）：圣Hilaire教堂
  - 奥尔奈: 圣伯多禄教堂
  - 普瓦捷: 圣Hilaire-le-Grand教堂
  - Pons: 前 Pèlerins济贫院
- 奧弗涅-羅納-阿爾卑斯大区
  - 克莱蒙费朗: 圣母教堂
  - 勒皮： 
    - 勒皮主教座堂
    - 圣雅各伯 Hôtel-Dieu
- 诺曼底大区
  - 圣米歇尔山
- 勃艮第-弗朗什-孔泰大区
  - 卢瓦尔河畔拉沙里泰（La Charité-sur-Loire）：圣十字-圣母教堂
  - Asquins: 圣雅各伯教堂
  - 维泽莱：维泽莱修道院
- 中央-盧瓦爾河谷大區
  - 讷维圣墓（Neuvy-Saint-Sépulchre）：圣Etienne教堂（前圣雅各伯教堂）
  - 布尔日： 布尔日主教座堂
- 大东部大区
  - L'Épine：圣母圣殿
  - 香槟沙隆: 圣母-en-Vaux教堂
- 法兰西岛大区
  - 巴黎: 圣雅各伯塔
- 奥克西塔尼大区
  - Saint-Guilhem-le-Désert: 前Gellone修道院
  - 阿尼亚讷/圣让德Fos：魔鬼桥
  - 圣吉尔，加尔（Saint-Gilles-du-Gard）：前修道院教堂
  - Audressein: Tramesaygues教堂
  - 圣利齐耶（Saint-Lizier）：前主教座堂，主教座堂圣母-Sède, 主教府，rempart
  - 孔克
    - 圣 Foy 修道院教堂
    - 杜尔杜河上的桥

  - 埃斯帕利永（Espalion）：老桥
  - 德斯坦（Estaing）：洛特河上的桥
  - Saint-Chély-d'Aubrac: "des pèlerins " Boralde河上的桥
  - 圣-贝尔唐德-康明斯（Saint-Bertrand-de-Comminges）：
    - 圣-贝尔唐德-康明斯主教座堂
    - 古基督教圣殿，圣Julien小堂

  - 图卢兹
    - 圣塞宁圣殿
    - 圣雅各伯Hôtel-Dieu

  - Valcabrère: 圣Just教堂
  - 欧什: 欧什主教座堂
  - 奥塞河畔博蒙特（Beaumont-sur-l'Osse）和Larressingle: 阿蒂格桥
  - 拉罗米约（La Romieu）：圣伯多禄教堂
  - 卡奥尔: 
    - 卡奥尔主教座堂
    - Valentré桥

  - 格雷阿卢（Gréalou）：Pech-Laglaire的支石墓
  - 菲雅克：圣雅各伯济贫院
  - 罗卡马杜尔：罗卡马杜尔宗教城--包括圣救主圣殿和圣阿马杜尔地下圣堂
  - 阿拉纽埃（Aragnouet）：hospice of the Plan 和圣母升天小堂, Templiers小堂
  - 加瓦尔涅: 本堂区圣堂
  - 热佐: 圣Laurent教堂
  - 乌尔迪科特杜桑 (上比利牛斯省): 科特杜桑教堂
  - Rabastens: 圣母-Bourg教堂
  - 穆瓦萨克：圣伯多禄修道院教堂
- 上法兰西大区：
  - 亚眠： 亚眠主教座堂
  - 福勒维尔，索姆（Folleville, Somme）：圣若望洗者教堂
  - 贡比涅: 圣雅各伯教堂
- 普罗旺斯-阿尔卑斯-蓝色海岸大区
  - 阿尔勒